# Evangeliar von Peressopnyzja

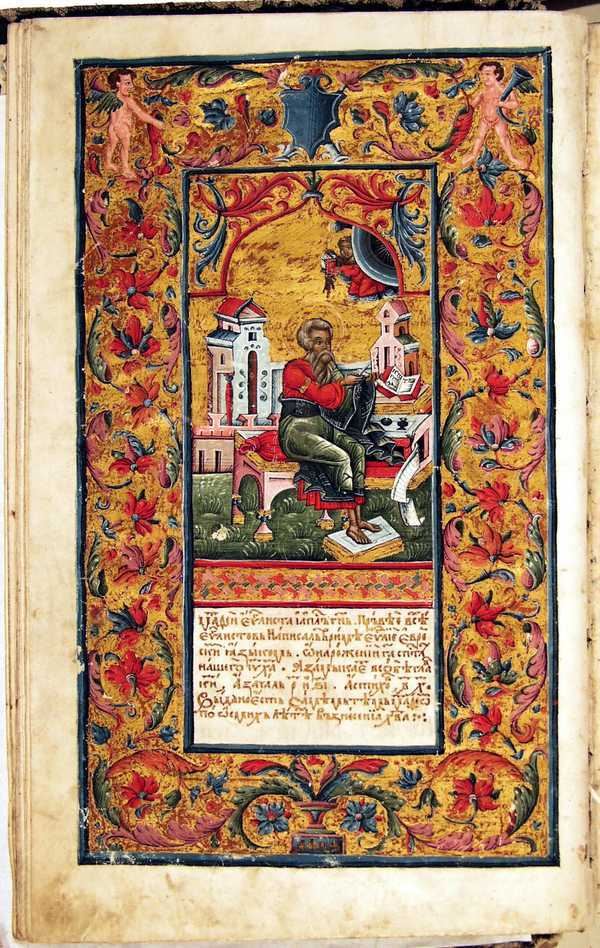
Abbildung des Evangelisten Matthäus

Das Evangeliar von Peressopnyzja (ukrainisch Пересопницьке євангеліє Peresopnyc'ke jevanhelije) ist eine illuminierte Handschrift, die eine der ersten ruthenischen Übersetzungen des Evangelientexts enthält. Einen breiteren Bekanntheitsgrad erlangte das  Evangeliar dadurch, dass es dasjenige Buch ist, auf welchem die ukrainischen Präsidenten seit der Unabhängigkeit der Ukraine 1991 ihren Amtseid ableisten. Dies zeugt von der Bedeutung der Handschrift für die ukrainische Kultur.
Das Evangeliar von Peressopnyzja wurde von 1556 bis 1561 im damaligen Dreifaltigkeitskloster in Isjaslaw sowie im Kloster von Peressopnyzja in Wolhynien auf Pergament geschrieben und ist eine Übersetzung des Evangelientextes aus dem Kirchenslawischen in die damalige Literatursprache der Ukrainer und Weißrussen, das Ruthenische. Anastassija Saslawska übernahm die finanziellen Kosten für die Schaffung des Evangeliars.
Besonders interessant ist die Sprache der Handschrift. Sie stellt eine Mischung archaischer und innovatorischer Elemente dar: Während die Orthographie der Handschrift stark durch den Zweiten Südslawischen Einfluss geprägt und teilweise sehr archaisch ist (zum Beispiel Schreibung der urslawischen silbischen Liquiden mit erweichten Vokalen, also оутврьжено anstelle des genuin ostslawischen утвержено) und an die traditionelle kirchenslawische Literatur dieses Gebiets erinnert, finden sich im Bereich der anderen Sprachebenen wie der Morphologie, der Syntax und vor allem der Lexik deutlich moderne Züge, die von einem starken Einfluss der ukrainischen Dialekte zeugen. Insbesondere die Glossen, die schwierige Textstellen erläutern, zeigen eine Vielzahl an volkssprachlichen Elementen; hierdurch erringt das Evangeliar von Peressopnyzja eine einzigartige Stellung für die Untersuchung des Ruthenischen, der ersten Literatursprache im Gebiet der Slavia Orthodoxa, die sich vom Kirchenslawischen emanzipieren konnte.
Heute befindet sich die Handschrift in der Handschriftenabteilung der Nationalbibliothek der Ukraine in Kiew. Faksimiles erschienen 2008 und 2011 in Kiew im Verlag ADEF.